# 매홍손주
매홍손주(태국어: แม่ฮ่องสอน, Mae Hong Son Province)는 태국 북부의 최서단에 위치한 주(짱왓)이다. 이웃하는 주로는 미얀마의 샨 주, 치앙마이 주, 딱 주가 있다. 서쪽으로는 미얀마의 카인 주, 카야 주와 접경을 한다. 예전에는 매롱손으로 불렸다.

## 지리
고지에 위치하여 서늘한 기후가 특징이며, 땅륀강은 미얀마와의 국경선이 되고 있다. 미얀마 쪽으로 향한 평지가 뻗어 있어 치앙마이와 매홍손 사이는 산악 지대이다. 또한 주의 북동쪽 빠이의 타논 통차이 산맥의 최고봉인 메야봉은 해발 2005m의 지점에 있다.
주 내의 대부분이 산악 지대라고 하는 특수성으로 인해 타이족의 이주가 늦게 시작되었다. 이 때문에 주의 63%는 산악 부족이다. 타이족도 있지만 몽족, 야오족, 라후족, 리수족, 아카족, 카렌족이 있다. 또 다른 소수 민족 중 샨족이 있다.

## 역사
란나 왕조의 패권 하에 있다가 버마에 점령된 후 버마 문화의 영향을 많이 받은 건축물들이 주내에 아직도 남아 있다.
치앙마이의 마호타라 쁘라텟 왕자는 1831년 매홍손 지역이 야생 동물의 보고라는 것을 알고 차오 깨오 므앙 마(태국어: เจ้าแก้วเมืองมา)에게 이주할 것을 명했다. 차오 깨오는 그때 현재의 므앙 매홍손에 기지를 건설하였고, 이 기지는 매홍손 사회의 중심으로서 기능하게 된다. 그 후 이곳이 계속 성장을 하여 1784년, 당시의 치앙마이 왕, 인타위체야논 왕은 신하 나트라챠를 매홍손의 관리로 보냈다.
1890년, 라마 5세(출라롱꼰)는 칙명을 내려 매홍손 주변에 있던, 매사리앙, 빠이, 유암, 쿰유암 등을 하나의 지역으로 해 정리해 쿰 유암이 주의 중심이 되었다.
1910년, 매홍손 주는 만달라 파얍에 편입시키고, 행정 관청을 매홍손으로 옮겼다.

## 민족
타이족도 있지만 몽족, 야오족, 라후족, 리수족, 아카족, 카렌족이 있다. 또 다른 소수 민족 중 샨족이 있다. 이 지방은 태국 전체의 주 중에서 가장 인구 밀도가 낮다.

## 행정 구역
매홍손에는 7개의 암프와 45개의 땀본 그리고 다시 402개의 무반 (행정 구역)이 있다.
| 1. 므앙매홍손군 2. 쿤유암군 3. 빠이군 4. 매사리앙군 | 1. 매라노이군 2. 솝므이군 3. 빵마파군 |